# 合成器浪潮
合成器浪潮（英語：Synthwave），又称复古浪潮（Retrowave）或未来合成器浪潮（Futuresynth），是一种电子音乐的分支，其音乐主要基于1980年代动作片、科幻片和恐怖片的电影配乐。其他影响源于该时代的艺术和电子游戏。合成器浪潮音乐家通常推崇对1980年代文化的怀旧，并试图捕捉和歌颂那个时代的氛围。
该流派在2000年代中后期通过法国浩室制作人以及受2002年电子游戏《俠盜獵車手：罪惡城市》启发的年轻艺术家发展起来。其他参考点包括作曲家約翰·卡本特、让-米歇尔·雅尔、范吉利斯（尤其是他为1982年电影《银翼杀手》创作的配乐）和橘梦乐团。合成器浪潮在2011年电影《亡命驾驶》（其中包括该流派一些最著名的歌曲）、2012年电子游戏《迈阿密热线》及其2015年续作、2017年电影《雷神索爾3：諸神黃昏》以及Netflix剧集《怪奇物語》的原声带中出现后，获得了更广泛的流行。

## 特点与相关术语
合成器浪潮是电子音乐的一个分支，主要借鉴1980年代的电影、电子游戏和卡通片，以及约翰·卡本特、让-米歇尔·雅尔、范吉利斯和橘梦乐团等作曲家。其他参考点包括电子舞曲类型，包括浩室、合成器和新迪斯科。它主要是一种器乐流派，尽管偶尔也有例外。常见节奏介于80至118 BPM之间，而更欢快的曲目可能介于128至140 BPM之间。

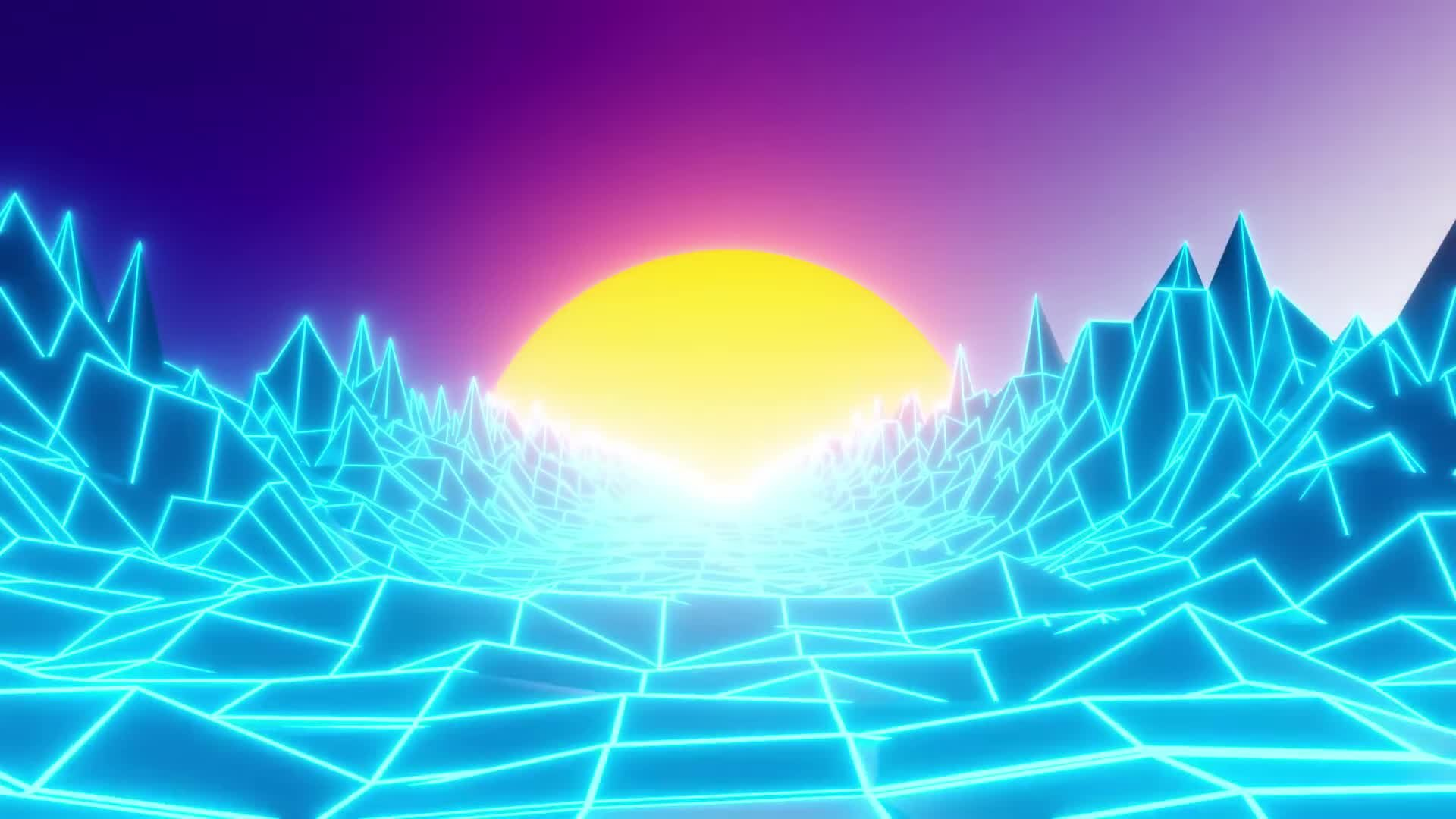
合成器浪潮的常见视觉元素

“Outrun”是合成器浪潮的一个子流派，后来更广泛地用于指代1980年代的复古美学，例如VHS跟踪伪影、洋红色霓虹灯和网格线。该术语源自1986年的街机竞速游戏《Out Run》，该游戏以其可在游戏中选择的配乐和1980年代美学而闻名。据音乐家Perturbator（James Kent）称，Outrun也是一个独立的子流派，主要是器乐，并且经常包含1980年代电子设备声音中的常见元素，例如电子鼓、门限混响以及模拟合成器的低音和主旋律，这些都是为了模仿那个时期的音乐。合成器浪潮的专辑封面和音乐视频也具有视觉元素。据《PC Gamer》称，Outrun视觉的精髓是“提取千禧一代觉得极具感染力的80年代时期的元素，并对其进行现代化改编，使其刚好可辨认。”
其他子流派包括梦幻浪潮（Dreamwave）、黑暗合成器浪潮（Darksynth）和科幻浪潮（Scifiwave）。记者Julia Neuman将“Outrun”、“Futuresynth”和“Retrowave”列为合成器浪潮的替代术语，而作家Nicholas Diak则写道，“Retrowave”是一个总称，涵盖了1980年代复兴流派，如合成器浪潮和蒸汽波。黑暗合成器浪潮受到恐怖电影的影响。《Invisible Oranges》写道，黑暗合成器浪潮的特点主要是从明亮的“《迈阿密风云》氛围”和“法国电音浩室影响”转向“恐怖电影大师作曲家约翰·卡朋特和哥布林乐队的更黑暗的电子领域”，并融入了后朋克、工业音乐和EBM的声音。

## 合成器浪潮的起源

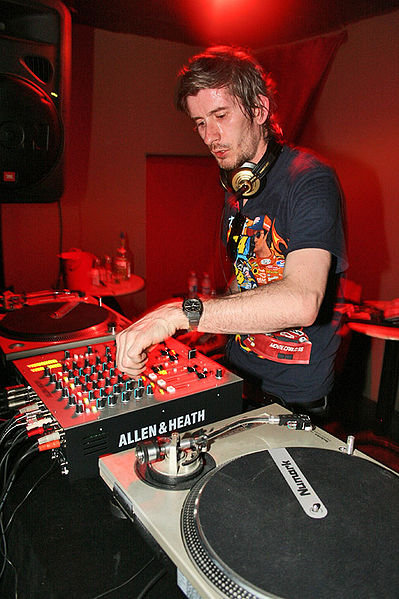
Kavinsky正在演出（摄于2007年）

合成器浪潮起源于2000年代中后期。迪亚克（Diak）将这一流派追溯到一种更广泛的趋势，其中年轻艺术家从他们在1980年代的童年经历中汲取灵感。他认为2002年电子游戏《侠盗猎车手：罪恶都市》的成功，将“对80年代的态度……从戏仿和矛盾转变为致敬和崇敬”，并直接促成了合成器浪潮和蒸汽波等流派的诞生。《MusicRadar》也提到了《罪恶都市》的影响。《MTV》的莫莉·兰伯特指出，电影《保送入學》（1983年）中橘梦乐团的歌曲Love on a Real Train产生了重大影响，其特点是“华丽重复的合成器模式、催眠般的钟声和打击乐般的轰鸣鼓机”。
2000年代中期的法国浩室艺人David Grellier（College）和Kavinsky，他们创作了1980年代电影配乐风格的音乐，是合成器浪潮兴起最早的艺术家之一。 早期合成器浪潮的关键参考点包括1982年电影《银翼杀手》（其配乐和电影本身）、8bit和16bit的电子游戏、1980年代VHS制作公司的广告歌曲，以及那个时代的电视新闻广播和广告。 据《新音乐快递》和《MusicRadar》报道，2011年电影《亡命驾驶》对合成器浪潮产生了重大影响，该电影的原声带中收录了Kavinsky的歌曲Nightcall，以及David Grellier、Johnny Jewel和Cliff Martinez的几首歌曲。《EDM.com》将Kavinsky描述为“合成器浪潮先驱”，而恐怖博客网站“Bloody Disgusting”则将Carpenter Brut描述为“合成器浪潮偶像”。

## 人气及影响力
在2010年代早期，电影《亡命驾驶》和《創：光速戰記》的合成器浪潮配乐为该流派吸引了新的粉丝和艺术家。《亡命驾驶》收录了Kavinsky的作品Nightcall以及College和Electric Youth的作品A Real Hero，这些歌曲将合成器浪潮推向大众的视野，并巩固了其作为音乐流派的地位。2019年，该流派的普及度通过其在电子游戏《極地戰嚎3：血龍》和《迈阿密热线》的原声带中，以及Netflix剧集《怪奇物语》中的出现而进一步提升，后者采用了合成器浪潮的音乐来配合剧集1980年代的背景设定。《Nerdglow》的Christopher Higgins将Electric Youth和Kavinsky列为2014年合成器浪潮中最受欢迎的两位艺术家。
2016年，英国乐队1975樂團发行了一首受合成器浪潮影响的歌曲别人。这首歌是他们第二张专辑的第三首单曲。
在2010年代，合成器浪潮仍是一个小众流派。2017年，《PC Gamer》指出，合成器浪潮的影响力在2010年代早期的游戏发行中有所体现，主要是“Outrun”子流派的游戏，包括《迈阿密热线》和《極地戰嚎3：血龍》。2019年，《PopMatters》的记者普雷斯顿·克拉姆（Preston Cram）写道：“尽管合成器浪潮拥有较高的存在感和高度的热情，但其完整形式仍然是一种主要是地下的音乐形式。” 他补充说，Nightcall和A Real Hero仍然是“迄今为止制作的少数几首在流派追随者之外广为人知的合成器浪潮歌曲中的两首”。
2019年的虚拟现实游戏《Boneworks》的配乐大量采用合成器浪潮风格，该配乐由Michael Wyckoff创作。
2020年，R&B艺人威肯受合成器浪潮影响的歌曲夺目光芒登上美国唱片排行榜榜首，成为COVID-19大流行期间第一首达到此成就的歌曲。2021年，《Metal Hammer》的马特·米尔斯（Matt Mills）写道，该流派“迅速打入主流，不仅风靡舞池，还成为多部大片的配乐。”